# 尼亚尔萨迦

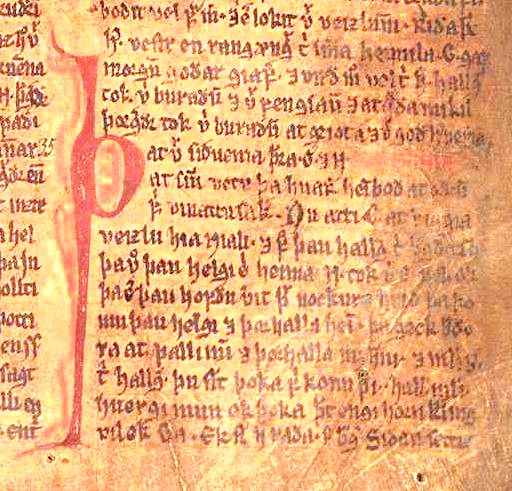
14世紀的Möðruvallabók手抄本上的《尼亞爾薩迦》

尼亚尔萨迦，是一部13世纪的冰岛萨迦（冰岛家族萨迦），描绘了960年至1020年间的事件。《尼亚尔萨迦》是冰岛萨迦中最长，可能也是最出色的作品之一。故事情节是有血缘关系的一些人为过去受过的伤害而复仇，这既是不可推卸的责任，也是赢得荣誉的需要。作品呈现了英雄时代冰岛生活最全面的景象。整个作品的情绪是悲观主义。作品生动地描写了一批人物，从滑稽到邪恶。其中有两位英雄，巩纳尔（Gunnar Hámundarson）和尼亚尔（Njáll Þorgeirsson），前者是勇敢、诚实、慷慨的青年，后者是一个聪明、谨慎的人，并具有先知的天赋。

## 來源
與其他冰島家族薩迦一般，《尼亚尔萨迦》作者佚名。不過，17世紀早期的人們咸信Sæmundr fróði與其子孫為薩迦作者。

## 腳註

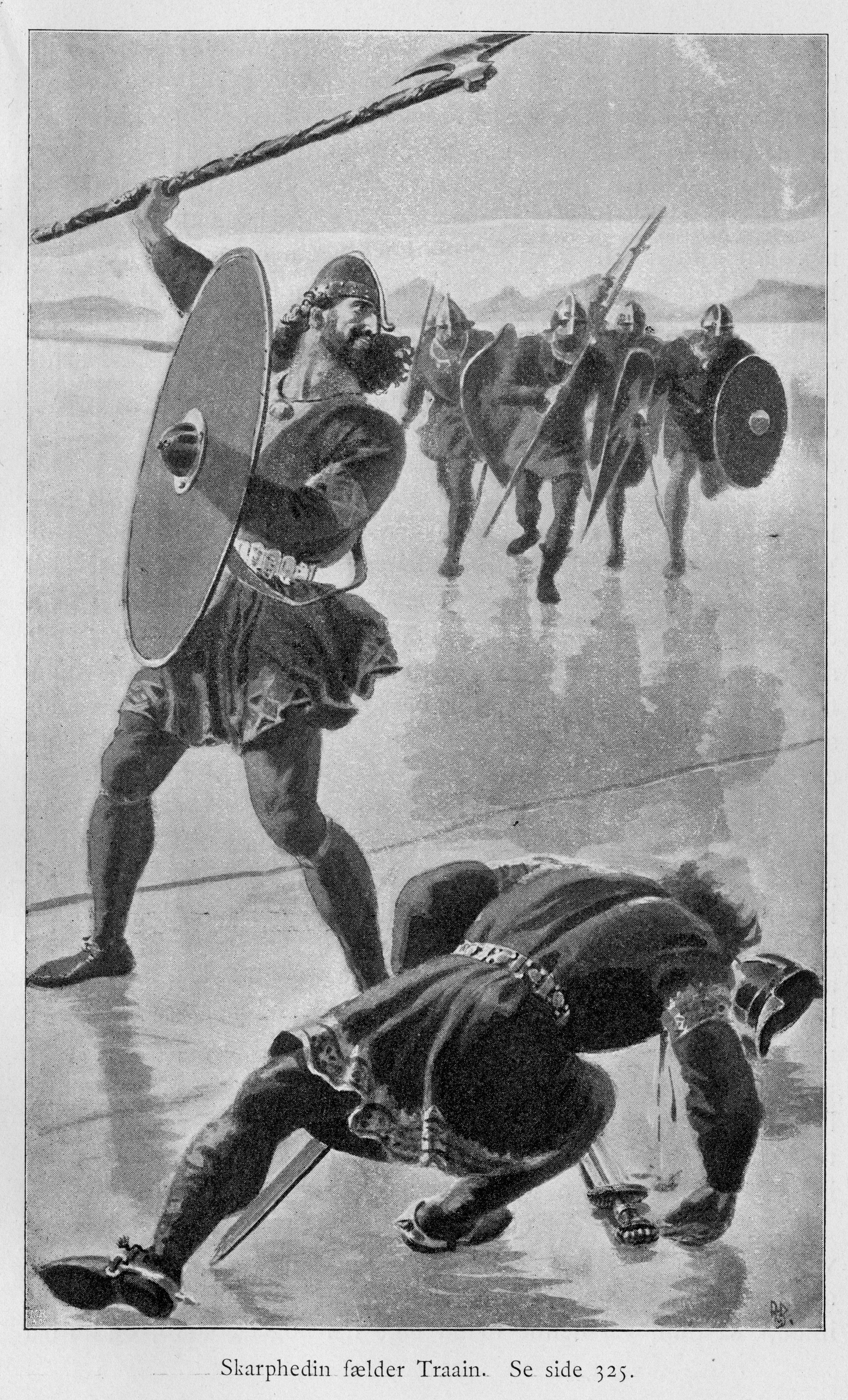
《尼亞爾薩迦》中描述家族血仇。

1. ↑  Magerøy, Hallvard. . Store norske leksikon. 2021-12-11  [2022-07-02]. （原始内容存档于2022-09-27） （书面挪威语）.
2. ↑  Sveinsson, Einar Ól. . 1954. ISBN 9979-893-12-5.